# Alpecin-Deceuninck
L'equip Alpecin-Deceuninck (codi UCI: ADC), conegut anteriorment com a BKCP-Powerplus, Beobank-Corendon, Corendon-Circus i Alpecin-Fenix, és un equip ciclista belga, de ciclisme en ruta i ciclocròs. Creat al 2009, fins al 2018 fou un categoria continental. El 2019 passà a la categoria d'equip continental professional.

## Principals resultats

### Curses d'un dia
- A través de Flandes: 2019 i 2022 (Mathieu van der Poel)
- Fletxa Brabançona: Mathieu van der Poel (2019)
- Amstel Gold Race: 2019 (Mathieu van der Poel)
- Tour de Flandes: 2020, 2022 i 2024 (Mathieu van der Poel)
- Brussels Cycling Classic: 2020 (Tim Merlier)
- Strade Bianche: 2021 (Mathieu van der Poel)
- Eschborn-Frankfurt: 2021 (Jasper Philipsen) i 2023 (Søren Kragh Andersen)
- Classic Bruges-De Panne: 2022 (Tim Merlier), 2023 i 2024 (Jasper Philipsen)
- Milà-Sanremo: 2023 (Mathieu van der Poel) i 2024 (Jasper Philipsen)
- París-Roubaix: 2023 (Mathieu van der Poel)
- E3 Saxo Bank Classic: 2024 (Mathieu van der Poel)

### Curses per etapes
- Volta a la Gran Bretanya: Mathieu van der Poel (2019)
- BinckBank Tour: Mathieu van der Poel (2020)
- Volta a Bèlgica: 2023 (Mathieu van der Poel)
- Volta a Noruega: 2024 (Axel Laurance)

### A les grans voltes
- Tour de França
  - 4 participacions: (2021, 2022, 2023, 2024)
  - 11 victòries d'etapa: 
    - 2 el 2021: Mathieu van der Poel i Tim Merlier
    - 2 el 2022: Jasper Philipsen
    - 4 el 2023: Jasper Philipsen
    - 3 el 2024: Jasper Philipsen

  - 1 classificació secundària
  -  Classificació per punts al Tour de França: Jasper Philipsen (2023)

- Giro d'Itàlia
  - 4 participacions: (2021, 2022, 2023, 2024)
  - 5 victòria d'etapa: 
    - 1 el 2021: Tim Merlier
    - 3 el 2022: Mathieu van der Poel, Stefano Oldani, Dries De Bondt
    - 1 el 2023: Kaden Groves

  - 3 classificacions secundàries:
    - Classificació dels esprints intermedis: Dries De Bondt (2021)
    - Premi de la combativitat: Dries De Bondt (2021), Mathieu van der Poel (2022)

- Volta a Espanya
  - 4 participacions: (2021, 2022, 2023, 2024)
  - 10 victòries d'etapa: 
    - 2 el 2021: Jasper Philipsen
    - 2 el 2022: Jay Vine
    - 3 el 2023: Kaden Groves
    - 3 el 2024: Kaden Groves

  - 2 classificacions secundàries
  - Classificació per punts a la Volta a Espanya: Kaden Groves (2023 i 2024)

### Campionats nacionals
2015
 Campionat dels Països Baixos de ciclocròs, Mathieu van der Poel
2016
 Campionat dels Països Baixos de ciclocròs, Mathieu van der Poel
2017
 Campionat dels Països Baixos de ciclocròs, Mathieu van der Poel
2018
 Campionat dels Països Baixos de ciclocròs, Mathieu van der Poel
 Campionat dels Països Baixos de ciclisme en ruta, Mathieu van der Poel
2019
 Campionat dels Països Baixos de ciclocròs, Mathieu van der Poel
 Campionat de Bèlgica de ciclisme en ruta, Tim Merlier
 Campionat Europeu de Ciclisme en pista (Madison), Lasse Norman Hansen
2020
 Campionat d'Alemanya en ruta, Marcel Meisen
 Campionat dels Països Baixos de ciclisme en ruta, Mathieu van der Poel
 Campionat de Bèlgica de ciclisme en ruta, Dries De Bondt
2021
 Campionat de Suïssa de ciclisme en ruta, Silvan Dillier
2022
 Campionat de Bèlgica de ciclisme en ruta, Tim Merlier

## Composició de l'equip 2025
| Llista de l'equip 2025 | Llista de l'equip 2025 | Llista de l'equip 2025                     | Llista de l'equip 2025 |
| Ciclista               | Data de naixement      | Equip previ                                |                        |
| ---------------------- | ---------------------- | ------------------------------------------ | ---------------------- |
| Tobias Bayer           | 17 de novembre de 1999 | Tirol KTM Cycling Team (2020)              |                        |
| Lars Boven             | 13 de agost de 2001    | Jumbo-Visma Development Team (2023)        |                        |
| Ramses Debruyne        | 31 de agost de 2002    | Alpecin-Deceuninck Development Team (2024) |                        |
| Simon Dehairs          | 4 de juny de 2001      | Alpecin-Deceuninck Development Team (2024) |                        |
| Tibor Del Grosso       | 27 de juliol de 2003   | Alpecin-Deceuninck Development Team (2024) |                        |
| Silvan Dillier         | 3 de agost de 1990     | AG2R La Mondiale (2020)                    |                        |
| Sam Gaze               | 12 de desembre de 1995 | Alpecin-Fenix Development Team (2021)      |                        |
| Robbe Ghys             | 11 de gener de 1997    | Sport Vlaanderen-Baloise (2022)            |                        |
| Gal Glivar             | 1 de maig de 2002      | UAE Team Emirates Gen Z (2024)             |                        |
| Michael Gogl           | 4 de novembre de 1993  | Qhubeka NextHash (2021)                    |                        |
| Kaden Groves           | 23 de desembre de 1998 | BikeExchange-Jayco (2022)                  |                        |
| Quinten Hermans        | 29 de juliol de 1995   | Intermarché-Wanty-Gobert Matériaux (2022)  |                        |
| Juri Hollmann          | 30 de agost de 1999    | Movistar Team (2023)                       |                        |
| Jimmy Janssens         | 30 de maig de 1989     | Cibel-Cebon (2018)                         |                        |
| Timo Kielich           | 5 de agost de 1999     | Alpecin-Deceuninck Development Team (2023) |                        |
| Xandro Meurisse        | 31 de gener de 1992    | Circus-Wanty Gobert (2020)                 |                        |
| Jasper Philipsen       | 2 de març de 1998      | UAE Team Emirates (2020)                   |                        |
| Edward Planckaert      | 1 de febrer de 1995    | Sport Vlaanderen-Baloise (2020)            |                        |
| Jensen Plowright       | 15 de maig de 2000     | Équipe continentale Groupama-FDJ (2022)    |                        |
| Johan Price-Pejtersen  | 26 de maig de 1999     | Bahrain Victorious (2024)                  |                        |
| Jonas Rickaert         | 7 de febrer de 1994    | Sport Vlaanderen-Baloise (2018)            |                        |
| Oscar Riesebeek        | 23 de desembre de 1992 | Roompot-Charles (2019)                     |                        |
| Henri Uhlig            | 1 de agost de 2001     | Alpecin-Deceuninck Development Team (2023) |                        |
| Fabio Van den Bossche  | 21 de setembre de 2000 | Sport Vlaanderen-Baloise (2021)            |                        |
| Mathieu van der Poel   | 19 de gener de 1995    | IKO Enertherm-BKCP (2013)                  |                        |
| Stan Van Tricht        | 20 de setembre de 1999 | Soudal Quick-Step (2023)                   |                        |
| Luca Vergallito        | 14 de setembre de 1997 | Alpecin-Deceuninck Development Team (2023) |                        |
| Gianni Vermeersch      | 19 de novembre de 1992 | Verandas Willems (2016)                    |                        |
| Emiel Verstrynge       | 4 de febrer de 2002    | Alpecin-Deceuninck Development Team (2024) |                        |
|                        |                        |                                            |                        |
| Font: ProCyclingStats  |                        |                                            |                        |

## Classificacions UCI

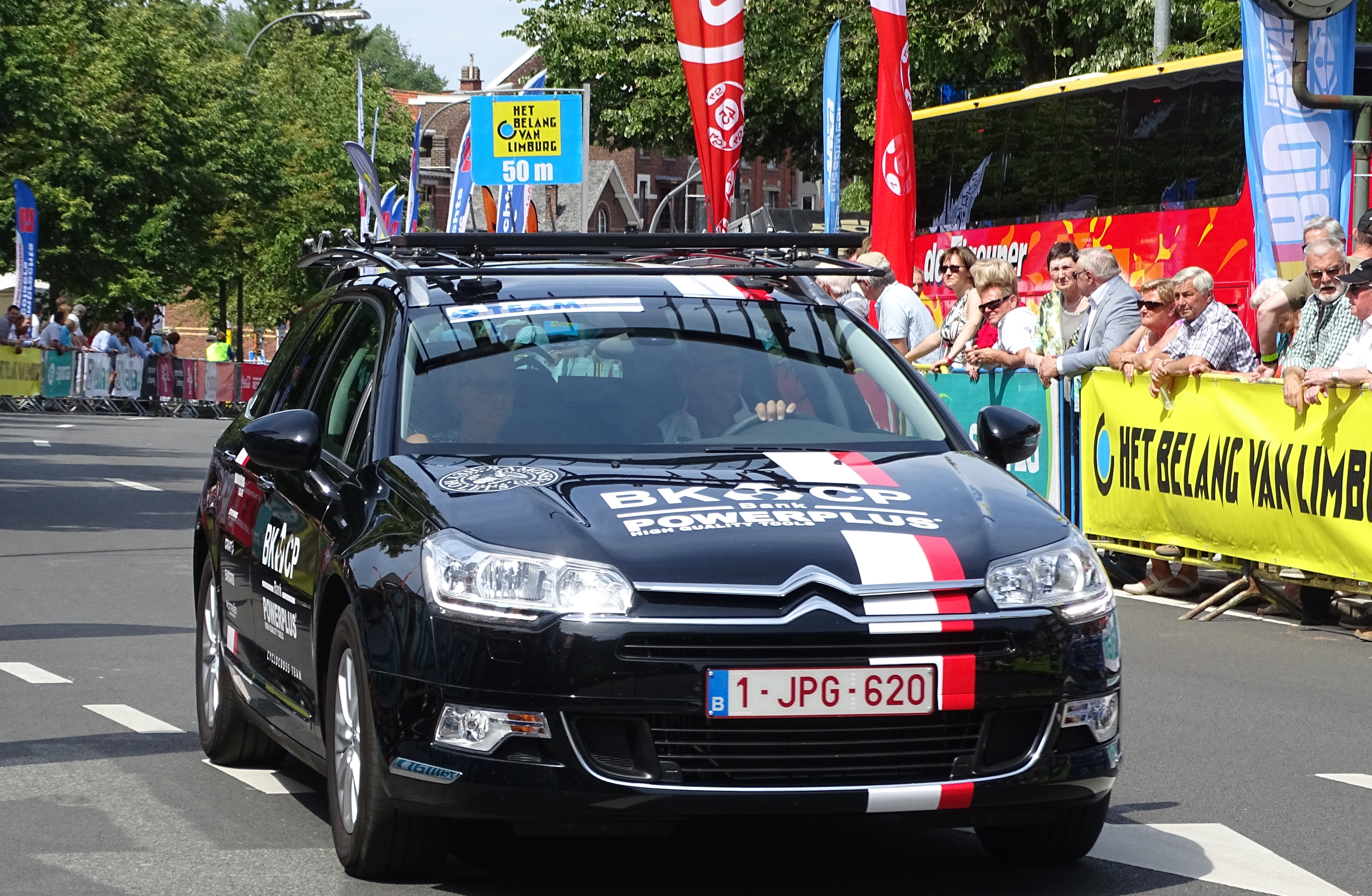
Vehicle de l'equip al 2015

A partir del 2009, l'equip participa en els Circuits continentals de ciclisme. La següent classificació estableix la posició de l'equip en finalitzar la temporada.
UCI Europa Tour
| UCI Europa Tour | UCI Europa Tour  | UCI Europa Tour             | UCI Europa Tour |
| Any             | Rànquing d'equip | Millor ciclista al rànquing |                 |
| --------------- | ---------------- | --------------------------- | --------------- |
| 2009            | 82è              | Niels Albert (280è)         |                 |
| 2010            | 92è              | Niels Albert (600è)         |                 |
| 2011            | 91è              | Niels Albert (525è)         |                 |
| 2012            | 109è             | Marcel Meisen (903è)        |                 |
| 2013            | 77è              | Philipp Walsleben (167è)    |                 |
| 2014            | 53è              | Mathieu van der Poel (46è)  |                 |
| 2015            | 91è              | Mathieu van der Poel (270è) |                 |
| 2016            | 108è             | Mathieu van der Poel (794è) |                 |
| 2017            | 36è              | Mathieu van der Poel (59è)  |                 |
| 2018            | 32è              | Mathieu van der Poel (14è)  |                 |
| 2019            | 3r               | Mathieu van der Poel (11è)  |                 |
| 2020            | 1r               | Mathieu van der Poel (4t)   |                 |
| 2021            | 1r               | Mathieu van der Poel (6è)   |                 |
| 2022            | 1r               | Mathieu van der Poel (9è)   |                 |
| 2023            | -                | Mathieu van der Poel (7è)   |                 |
| 2024            | -                | Jasper Philipsen (3r)       |                 |
|                 |                  |                             |                 |
| Font: UCI       |                  |                             |                 |

UCI Oceania Tour
| UCI Oceania Tour | UCI Oceania Tour | UCI Oceania Tour            | UCI Oceania Tour |
| Any              | Rànquing d'equip | Millor ciclista al rànquing |                  |
| ---------------- | ---------------- | --------------------------- | ---------------- |
| 2020             | -                | Sam Gaze (98è)              |                  |
| 2021             | -                | Jay Vine (20è)              |                  |
| 2022             | -                | Jay Vine (7è)               |                  |
| 2023             | -                | Kaden Groves (1r)           |                  |
|                  |                  |                             |                  |
| Font: UCI        |                  |                             |                  |

El 2016 la Classificació mundial UCI passa a tenir en compte totes les proves UCI. Durant tres temporades existeix paral·lelament amb la classificació UCI World Tour i els circuits continentals. A partir del 2019 substitueix definitivament la classificació UCI World Tour.
| Rànquing Mundial | Rànquing Mundial | Rànquing Mundial             | Rànquing Mundial |
| Any              | Rànquing d'equip | Millor ciclista al rànquing  |                  |
| ---------------- | ---------------- | ---------------------------- | ---------------- |
| 2016             | -                | Mathieu van der Poel (1174è) |                  |
| 2017             | -                | Mathieu van der Poel (167è)  |                  |
| 2018             | -                | Mathieu van der Poel (111è)  |                  |
| 2019             | 18è              | Mathieu van der Poel (12è)   |                  |
| 2020             | 12è              | Mathieu van der Poel (4t)    |                  |
| 2021             | 6è               | Mathieu van der Poel (7è)    |                  |
| 2022             | 9è               | Mathieu van der Poel (9è)    |                  |
| 2023             | 8è               | Mathieu van der Poel (7è)    |                  |
| 2024             | 8è               | Jasper Philipsen (3r)        |                  |
|                  |                  |                              |                  |
| Font: UCI        |                  |                              |                  |